# Turze, Hạt Pyrzyce
Turze [ˈtuʐɛ] là một ngôi làng thuộc khu hành chính của Gmina Pyrzyce, thuộc hạt Pyrzyce, West Pomeranian Voivodeship, ở phía tây bắc Ba Lan.
Trước năm 1945, khu vực này là một phần của Đức. Đối với lịch sử của khu vực, xem Lịch sử của Pomerania.
Ngôi làng có dân số là 312 người.